# Сямодзи
Сямодзи (яп. 杓文字) — плоская лопатка, применяемая в японской кухне для размешивания риса и примешивания уксуса в рис в процессе приготовления суши.

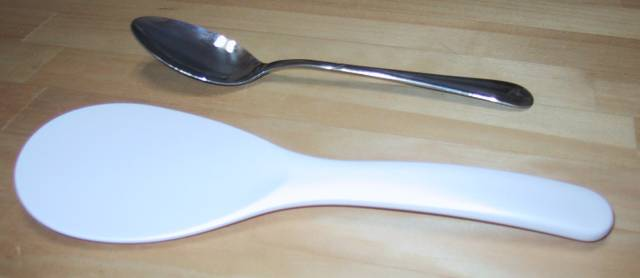
Сямодзи и столовая ложка

По традиции сямодзи делается из бамбука или древесины, а сейчас и из пластмассы. В процессе использования, чтобы рис не прилипал к сямодзи, её часто окунают в воду. Хотя существуют некоторые виды сямодзи, изготовленные из дорогого пластика, к которому рис не прилипает. Металлические лопатки практически не используются, потому что металлической сямодзи можно нечаянно разрезать зёрна риса или повредить деревянную хангири.
Говорят, что сямодзи была изобретена монахом с острова Ицукусима.
Сямодзи также применяется в качестве кухонного топорика для шинковки овощей, например чеснока и огурцов.
В традиционной японской культуре сямодзи часто придают особое символическое значение символа власти хозяйки дома, распоряжающейся семейным бюджетом. В традиционных семьях, уходя на покой (обычно в 60 лет), мать семейства с особой церемонией передавала сямодзи старшей дочери или невестке, сменяющей её на «должности» большухи.